# Amphibolus volubilis
Amphibolus volubilis är en djurart som tillhör fylumet trögkrypare, och som först beskrevs av Durante Pasa och Walter Maucci 1975.  Amphibolus volubilis ingår i släktet Amphibolus och familjen Eohypsibiidae. Inga underarter finns listade i Catalogue of Life.